# Генеральная ассамблея Теннесси
Генера́льная ассамбле́я Теннесси́  (англ. Tennessee General Assembly) — двухпалатный законодательный орган штата Теннесси. Создан в 1796, одновременно с образованием штата из Юго-западной территории.

## Организация
По конституции штата Теннесси, Генеральная ассамблея — это двухпалатная легислатура, состоящая из Сената (33 сенатора) и Палаты представителей (99 представителей). Спикером Сената является Джеймс Ранд Макнэлли (2022) из Республиканской партии, спикером палаты представителей является Кэмерон Секстон (2022), также республиканец.
Спикер Сената имеет дополнительный титул и должность вице-губернатора Теннесси.

## Состав
В обоих палатах парламента абсолютным большинством обладает Республиканская партия (2022).
| Сенат                  | Сенат                  |
| Республиканская партия | Демократическая партия |
| 27                     | 6                      |
| ---------------------- | ---------------------- |

| Палата представителей  | Палата представителей  |
| Республиканская партия | Демократическая партия |
| 73                     | 26                     |
| ---------------------- | ---------------------- |